# Formaldehid
Formaldehid (lat. acidum formicum: mravlja kiselina + aldehid; ispravno ime po IUPAC-u metanal, HCHO ili CH2O) najjednostavniji je aldehid.

## Svojstva
Formaldehid je bezbojan, otrovan plin specifičnog, vrlo oštrog mirisa, topljiv u vodi. Pri sobnoj temperaturi i tlaku ima relativnu gustoću 0,815. Tali se na –92 °C, a vrije na –21 °C.
Jako nadražuje tjelesne sluznice i izaziva taloženje bjelančevina. Akutno je vrlo otrovan, a pri kroničnom izlaganju smatra se dokazano kancerogenim. U dodiru s kožom može izazvati trajnu senzitizaciju.
Lako oksidira u mravlju kiselinu, a amonijakalnu otopinu srebrovog nitrata reducira uz izlučivanje srebra. Stvara dva polimera: metanal-trimer i polimetanal.
Lako polimerizira stvarajući ciklički trimer trioksan i linearni paraformaldehid.

## Dobivanje
Industrijski se proizvodi katalitičkom oksidacijom metanola. Uobičajen izbor katalizatora za tu reakciju je smjesa željezovog i molibdenovog ili vanadijevog oksida, a temperatura reakcije 250-400 °C:
2 CH3OH + O2 → 2 CH2O + 2 H2O

## Formaldehid kao produkt ljudskog tijela
Male količine formaldehida koje se mogu naći u ljudskom tijelu ne dolaze iz okoline već ga tijelo proizvodi samo. On u tijelu nastaje kao sporedni produkt esencijalnih reakcija u kojima se preko vitamina folata kreiraju DNA i esencijalne aminokiseline unutar tjelesnih stanica.

## Upotreba
Ima antimikrobna svojstva, pa se koristi kao dezinfekcijsko sredstvo, npr. za dezinficiranje prostorija, u pogonima za proizvodnju pića itd.
Upotrebljava se kao antiseptik (lizoform) i dezodorans, za proizvodnju lijekova (npr. za pripravu pastila za dezinfekciju grla i usta), za proizvodnju eksploziva pentrita, u industrijskoj preradi kože (za štavljenje kože), u industriji papira i celuloze, proizvodnji tiskarskih masa, u tekstilnoj industriji (oplemenjivanje svile, očvršćivanje umjetne svile, fiksiranje boja), za proizvodnju sredstava za bijeljenje, u kemijskoj analizi, za pripremu i konzerviranje bioloških i medicinskih preparata (tkiva, čuvanje organa i trupala, itd.), kao važna sirovina za proizvodnju bojila i mnogih polimernih materijala (bakelit, galalit, fenolformaldehidni polimeri, sintetski vosak, aminoplasti i dr.).

## Formalin
Formalin je vodena otopina formaldehida s metanolom kao stabilizatorom. Koncentrirani formalin ima maseni udjel formaldehida od 40 %. Pri čuvanju ispod 25 °C iz otopine se izdvaja bijeli, pahuljasti polimer formaldehida - paraformaldehid.
Vodena otopina formaldehida gotovo isključivo se sastoji od dihidroksimetana. Dokaz da je reakcija formaldehida s vodom gotovo potpuna je nepostojanje karakteristične karbonilne apsorpcijske linije u ultraljubičastom spektru vodene otopine.